# Tux Racer
Tux Racer è un videogioco di guida 3D che ha come protagonista la mascotte di GNU/Linux, Tux il pinguino.
Il gioco è disponibile per Linux, Microsoft Windows e macOS.

## Modalità di gioco
Il giocatore controlla Tux (oppure uno degli altri tre personaggi) mentre scivola giù lungo una distesa di neve e ghiaccio, catturando aringhe. Scivolare sul ghiaccio aumenta la velocità di Tux, mentre la neve consente una maggiore manovrabilità; la roccia, invece, rallenta la corsa del pinguino. Ci sono inoltre degli alberi per bloccare la corsa di Tux e delle bandierine per marcare i limiti del tracciato.
I controlli sono quelli tipici di una simulazione di guida, tranne per il fatto che la freccia su viene utilizzata per rallentare Tux alle alte velocità, oppure per aumentare la lunghezza di un salto. Per saltare bisogna utilizzare le apposite prominenze del terreno, oppure tenendo premuto e poi rilasciando il tasto "energia" (tipicamente e). La combinazione delle due azioni fa effettuare al pinguino un salto molto più alto.
Tux Racer garantisce inoltre una certa longevità: infatti è possibile creare nuove mappe disegnando tre immagini raster, rispettivamente per altezza, superficie e posizionamento degli oggetti. Altre modifiche permettono ai pinguini di superare mach uno.

## Storia
Il gioco venne pubblicato sotto la GNU General Public License nell'ottobre del 2000, dalla Sunspire Studios, una software house fondata da Jasmin Patry, al tempo studente presso l'Università di Waterloo in Canada.
Una versione commerciale migliorata, a sorgente chiuso, venne messa in vendita dalla Sunspire Studios nel 2002.
Nel 2003 la Sunspire Studios cessò l'attività, e conseguentemente anche lo sviluppo del gioco.

## Altre versioni
La Roxor Games ha pubblicato una versione arcade del gioco; essa utilizza solo i controlli destra o sinistra.
Nathan Matias ne creò una versione open source presso SourceForge, nel 2001, ma il cui sviluppo è fermo alla versione 0.6.1.

### Extreme Tux Racer
Una versione libera chiamata Extreme Tux Racer venne realizzata nel marzo del 2007, e pubblicata sotto licenza GNU GPL. Essa, in aggiunta ai livelli presi dal gioco originale, include anche dei livelli addizionali creati dalla comunità. Questa versione è disponibile per varie distribuzioni GNU/Linux (è presente infatti in vari repository), per Windows e Mac OS X.
Ad esempio, gli utenti Debian e Ubuntu possono installare il pacchetto planetpenguin-racer usando Synaptic o apt-get. Per Gentoo, è disponibile in Portage come ppracer. Gli utenti di Fedora Core possono installare il pacchetto ppracer usando Yellow dog Updater, Modified (YUM). I pacchetti per le altre distribuzioni sono disponibili sul sito ufficiale, insieme al codice sorgente.